# Баяннуур (сомон, Булган)
Баяннуур (монг. Баяннуур) – сомон аймаку Булган, Монголія. Територія 1 000 км², населення 2 тис.. Адміністративний центр – селище Ульзийт знаходиться на відстані 180 км від Булгану та 200 км від Улан-Батора. Є школа, лікарня, культурний та торговельно-обслуговуючий центри.

## Рельєф
Більшу частину території займають долини Шар тал (Жовтий степ), Бор Булган, Іх Цагаан тал. Північною частиною сомону тече річка Туул.

## Клімат
Різкоконтинентальний клімат. Середня температура січня -21 градусів, липня +20 градусів. Протягом року в середньому випадає 220-240 мм опадів.

## Сільське господарство
Понад 33 тисячі голів худоби

## Тваринний світ
Водяться зайці, корсаки, вовки, лисиці.